# Pušenci
Pušenci – wieś w Słowenii, w gminie Ormož. 1 stycznia 2018 liczyła 237 mieszkańców.